# Alfons De Meulemeester
Pour les articles homonymes, voir De Meulemeester.
Alfons (ou Alphonse) De Meulemeester (1866-1927) est le troisième président du Club Bruges KV, un club de football belge, qu'il dirige de 1903 à 1914. 

## Présidence du Football Club Brugeois
Alfons De Meulemeester est nommé président du Club le 2 juin 1903. Il maintient Achilles Grant, qui assurait l'intérim de la présidence depuis la démission d'Albert Seligmann, au poste de vice-président, nomme Fernand Hanssens secrétaire général et Emile Van Hardenberg trésorier. Il reste président jusqu'au déclenchement de la Première Guerre mondiale.
Lorsque la Fédération belge de football décide de relancer le championnat national pour la saison 1919-1920, il cède sa place à Albert Dyserynck et obtient le titre de Président d'Honneur du Club. Il se fait plus discret dans l'organisation du club, mais aide néanmoins son successeur à financer la construction du stade du Klokke.
Alfons De Meulemeester décède le 24 août 1927.

## Sources
- Site officiel du Club Bruges KV